# هربرت اسمیت فریهیلز
هربرت اسمیت فریهیلز (انگلیسی: Herbert Smith Freehills) شرکت خدمات حقوقی بریتانیایی است، که در سال ۲۰۱۲ تأسیس شد.